# November Rain
"November Rain" é o 11º single da banda de hard rock americana Guns N' Roses, escrita pelo vocalista Axl Rose e lançada em junho de 1992 como 3º single do álbum Use Your Illusion I. Uma power ballad, ela inclui uma orquestra em som de fundo e é uma das canções mais longas da discografia do grupo.
De acordo com Tracii Guns, ex-guitarrista e membro fundador do Guns N' Roses, Axl vinha a trabalhar nessa música desde 1983 e, assim como "Estranged", ela foi inspirada na relação dele com Erin Everly, sua esposa na época.
O vídeo musical da canção, também lançado em 1992, venceu um MTV Video Music Award para Melhor Cinematografia e foi inspirado no conto intitulado Without You, de Del James. O vídeo é atualmente o 13 º mais caro de todos os tempos, com um orçamento de cerca de 1,5 milhões de dólares, sendo que só o vestido de noiva usado pela atriz Stephanie Seymour custou 8 mil dólares. Em 13 de julho de 2018, o videoclipe tornou-se o primeiro da era pré-YouTube a superar um bilhão de visualizações. Em 15 de fevereiro de 2023, superou a marca de 2 bilhões de visualizações na mesma plataforma.
Assim que foi lançada "November Rain" atingiu a 3ª posição da Billboard Hot 100 e entrou no Top 10 das paradas de outros 10 países, vindo a se tornar o 31º single mais vendido de todos os tempos na Alemanha, além de se tornar uma das baladas mais populares e uma das músicas mais conhecidas do Guns N' Roses. Atualmente, é a 3a canção mais longa a figurar na Billboard Hot 100 chart.
O solo de guitarra na canção supera mais de 1 minuto em diferentes versões e foi listado em 6º lugar na lista dos "100 Maiores Solos de Guitarra" pela revista Guitar World em 2006.

## Composição e estilo
Assim como a maioria das canções do Guns N' Roses, "November Rain" teve toda a sua letra composta pelo líder Axl Rose, com a melodia tendo sido criada em parceria com os demais integrantes do grupo na época. A história da canção foi baseada no relacionamento de Axl e sua esposa Erin Everly, com quem se casou em 28 de abril de 1990, mas que se separou 10 meses depois, após muitas brigas e discussões, com a anulação do casamento vindo em janeiro de 1991. A letra da canção é cheia de passagens que Axl declarou serem referência aos dias dele com Erin, como o refrão principal "(...) Sometimes I need sometime/on my own (...)", que em tradução livre significa "(...) Às vezes preciso de um tempo/só para mim (...)", uma referência a possessividade de Erin em relação a Axl e as dificuldades da convivência deles na mesma casa.

## Faixas
| N.º | Título               | Compositor(es)                  | Duração |  |
| 1.  | "November Rain"      | Axl Rose                        | 8:57    |  |
| 2.  | "Sweet Child O'Mine" | Axl Rose, Slash e Izzy Stradlin | 5:55    |  |
| 3.  | "Patience"           | Izzy Stradlin                   | 5:53    |  |

## Paradas musicais
| País/Parada (1992–93)                        | Melhor posição |
| -------------------------------------------- | -------------- |
| Austrália (ARIA)                             | 5              |
| Áustria (Ö3 Austria Top 75)                  | 27             |
| Bélgica (Ultratop 50 de Flandres)            | 18             |
| Canadá (RPM Top Singles)                     | 5              |
| Europa (Eurochart Hot 100)                   | 11             |
| Finlândia (Suomen virallinen lista)          | 7              |
| França (SNEP)                                | 18             |
| Alemanha (Offizielle Deutsche Charts)        | 9              |
| Irlanda (IRMA)                               | 3              |
| Países Baixos (Dutch Top 40)                 | 4              |
| Países Baixos (Single Top 100)               | 3              |
| Nova Zelândia (Recorded Music NZ)            | 7              |
| Noruega (VG-lista)                           | 7              |
| Portugal (AFP)                               | 2              |
| Espanha (PROMUSICAE)                         | 19             |
| Suécia (Sverigetopplistan)                   | 38             |
| Suíça (Schweizer Hitparade)                  | 8              |
| Reino Unido (UK Singles Chart)               | 4              |
| Estados Unidos (Billboard Hot 100)           | 3              |
| Estados Unidos (Billboard Mainstream Rock)   | 15             |
| Estados Unidos (Billboard Mainstream Top 40) | 19             |

| País/Parada (1992)                | Posição fixada |
| --------------------------------- | -------------- |
| Austrália (ARIA)                  | 2              |
| Canadá (RPM)                      | 56             |
| Europa (Eurochart Hot 100)        | 53             |
| Alemanha (Official German Charts) | 13             |
| Países Baixos (Dutch Top 40)      | 13             |
| Países Baixos (Single Top 100)    | 12             |
| Nova Zelândia (Recorded Music NZ) | 2              |
| Estados Unidos (Hot 100)          | 17             |
| País/Parada (1993)                | Posição fixada |
| Austrália (ARIA)                  | 36             |

## Certificações
| País           | Empresa | Certificado | Vendas   |
| -------------- | ------- | ----------- | -------- |
| Alemanha       | IFPI    | Ouro        | 150,000+ |
| Estados Unidos | RIAA    | Ouro        | 500,000+ |
| Países Baixos  | NVPI    | Ouro        | 40,000+  |

## Créditos
Guns N' Roses
- Axl Rose – vocais, piano, sintetizadores e coro
- Slash – guitarra solo
- Izzy Stradlin –  guitarra rítmica, backing vocals
- Duff McKagan – baixo, backing vocals
- Dizzy Reed – teclados, backing vocals
- Matt Sorum – bateria, coro

Músicos adicionais
- Shannon Hoon – backing vocals, coro
- Johann Langlie – sintetizadores
- Reba Shaw – backing vocals, coro
- Stuart Bailey – backing vocals, coro

## Regravações
- Em 2010, o violinista teuto-americano David Garrett regravou a canção em seu álbum "Rock Symphonies".
- Em 2012, a cantora escocesa Sandi Thom regravou a canção em seu álbum Flesh And Blood.
- Em 2016, a banda Steve 'N' Seagulls regravou a canção em seu álbum Brothers In Farms.